# Eurocoelotes deltshevi
Eurocoelotes deltshevi là một loài nhện trong họ Amaurobiidae.
Loài này thuộc chi Eurocoelotes. Eurocoelotes deltshevi được miêu tả năm 1996 bởi Dimitrov.